# Адријан Зјелињски
Адријан Едвард Зјелињски (пољ. Adrian Edward Zieliński; Накло над Нотециа, 28. март 1989) је пољски дизач тегова. На Олимпијским играма 2012. године у Лондону освојио је златну медаљу у категорији до 85 килограма. Светски шампион је постао 2010. године у Анталији, а европски 2014. у Тел Авиву. Његов млађи брат Томаш се такође бави дизањем тегова.